# マーガレット・ドラブル

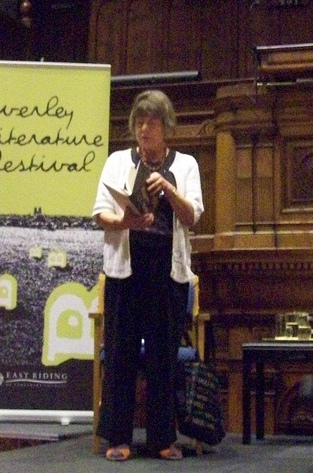
マーガレット・ドラブル

デイム・マーガレット・ドラブル（Dame Margaret Drabble, DBE, FRSL,  1939年6月5日 - ）は、イギリスの女性小説家、伝記作家、英文学者、文芸評論家。

## 経歴
ヨークシャー州シェフィールドに生まれ、ケンブリッジ大学ニューナム・カレッジにて英文学を学ぶ。
その後、ロイヤル・シェイクスピア・カンパニーで女優として活動する。ヴァネッサ・レッドグレイヴの代役などを務めた。1960年、俳優クライブ・スイフトと最初の結婚をする。3児をもうけたが、1975年に離婚する。1980年代に伝記作家マイケル・ハルロイドと再婚する。
1963年、処女作『夏の鳥かご』 (A Summer Birdcage) を発表する。1965年刊行の『碾臼』で、未婚の母を描いて一躍有名になる。1960年代を通じて5冊の小説を出版し、順調に評価を上げた。
生活に密着したテーマ設定で、非常にイギリス的であるとしばしば評される。ブッカー賞受賞作家A・S・バイアットは姉であるが、バイアットはドラブルの小説を余りにも露骨に現実からテーマを取りすぎていると、自身の小説 The Game（1967年）のなかでやんわりと批判している。
ドラブルはまた、英文学者として多くの本の編纂に携わっている。アーノルド・ベネットの伝記は高い評価を受けたが、アンガス・ウィルソンの伝記については空想が勝ちすぎているとの批判を浴びた。
1980年、大英帝国勲章（デイム・コマンダー）を受章した。
2006年、ケンブリッジ大学はドラブルに名誉文学博士号を授与した。

## 作品

### 小説
- 『夏の鳥かご』 (A Summer Bird-Cage) 1963年
  - 井内雄四郎訳 新潮社 1973年
- The Garrick Year　1964年
  - 『季節のない愛 ギャリックの年』 井内雄四郎訳 サンリオ 1981年
- 『碾臼』 (The Millstone) 1965年
  - 小野寺健訳　河出書房新社、1971 のち文庫
- 『黄金のイェルサレム』 (Jeusalem the Golden) 1967年
  - 小野寺健訳 河出書房新社、1974年
- 『滝』 (The Waterfall) 1969年
  - 鈴木建三訳 晶文社 1974年
- Bird of Paradise 1969年（戯曲）
- A Touch of Love 1969年（『碾臼』の脚色）
- The Needle's Eye 1972年
  - 『針の眼』 伊藤礼訳 新潮社 1988年
- 『黄金の王国』 (The Realms of Gold) 1975年
  - 浅沼昭子、大谷真理子訳 サンリオ 1980年
- 『氷河時代』 (The Ice Age) 1977年
  - 斎藤数衛訳 早川書房 1979年
- The Middle Ground 1980年
- The Radiant Way 1987年
- A Natural Curiosity 1989年
- The Gates of Ivory 1992年
- The Witch of Exmoor 1997年
- The Peppered Moth 2001年
- The Seven Sisters 2002年
- The Red Queen 2004年
- The Sea Lady 2006年
- The Pure Gold Baby 2013年
- The Dark Flood Rises 2016年
  - 『昏い水』 武藤浩史訳 新潮社 2018年

### 伝記
- Arnold Bennet 1974年
- Angus Wilson, Biography 1995年

### その他
- Wordsworth 1966年
- Oxford Companion to English Literature 1985年
- A Writer's Britain: Landscape in Literature 1979年
  - 『風景のイギリス文学』奥原宇・丹羽隆子（訳）（研究社出版・1993年）
- 『キャリアと家族』津島佑子対談・高野フミ訳（岩波ブックレット・1990年）
- 『マーガレット・ドラブル東京講演』（研究社出版・1991年） - 1990年3月に東京で行なった講演と対談。